# Rhynchocinetidae
Famille
Les Rhynchocinetidae sont une famille de crevettes de l'ordre des Decapoda.

## Liste des genres
Selon World Register of Marine Species (30 décembre 2018) :
- genre Cinetorhynchus Holthuis, 1995
- genre Rhynchocinetes H. Milne Edwards, 1837

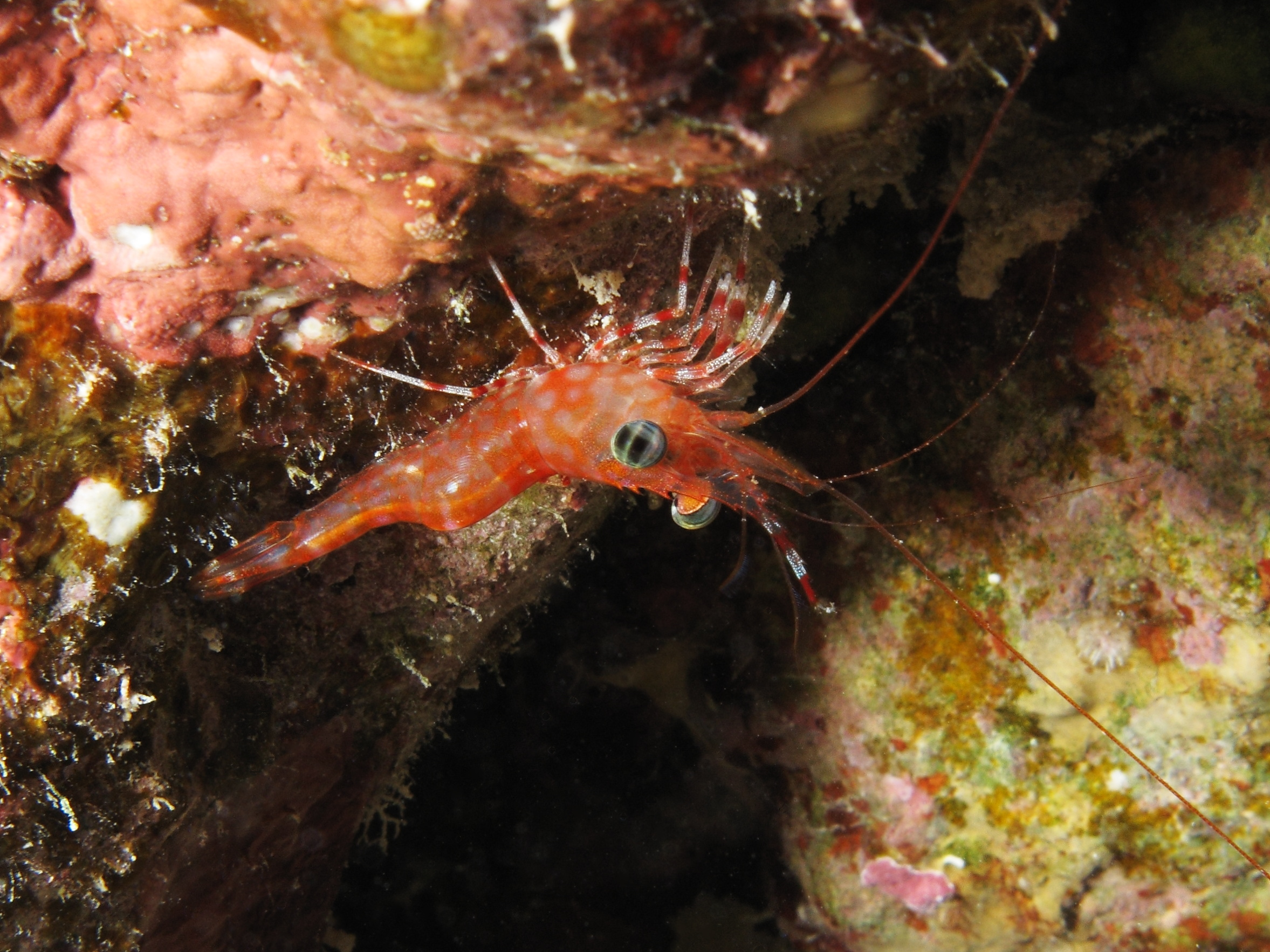
Cinetorhynchus reticulatus
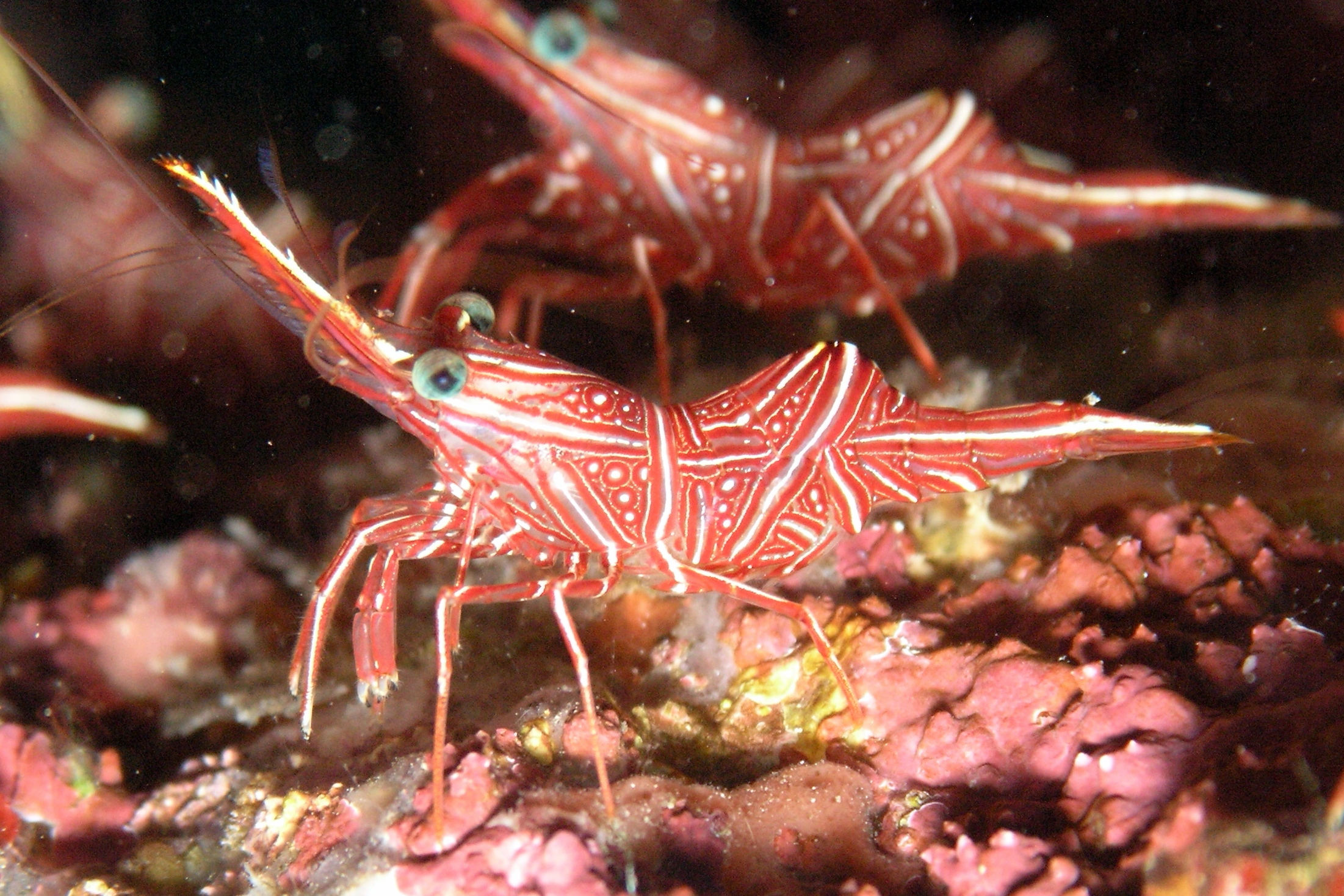
Rhynchocinetes durbanensis

## Publication originale
- Ortmann, 1890 : Die Decapoden-Krebse des Strassburger Museums, mit besonderer Berücksichtigung der von Herrn Dr. Döderlein bei Japan und bei den Liu-Kiu-Inseln gesammelten und z. Z. im Strassburger Museum aufbewahrten Formen. I. Theil. Die Unterordnung Natantia (Boas) (Abtheilungen: Penaeidae und Eucyphidea = Caridae der Autoren).Zoologische Jahrbücher. Abtheilung für Systematik, Geographie und Biologie der Thiere, vol. 5, pp. 437-542 (texte intégral) (de).